# Continental Team Astana
L'equip Continental Team Astana (codi UCI: AS2) va ser un equip ciclista professional kazakh, que va competir del 2012 al 2014. Va tenir categoria continental. Era l'equip pedrera del Team Astana.
Durant la temporada 2014 tres ciclistes, Ilya Davidenok, Victor Okishev i Artur Fedosseyev van donar positius en esteroides anabolitzants androgènics. Davidenok al Tour de l'Avenir, Okishev als Campionats d'Àsia i Fedosseyev al Tour de l'Ain. Els ciclistes van ser provisionalment suspesos. L'endemà del tercer positiu, Alexander Vinokourov, cap del Team Astana, va anunciar que tancava l'equip continental.

## Principals resultats
- Volta a Bulgària: Maxat Ayazbayev (2012)
- Copa de la Pau: Ruslan Tleubayev (2012)
- Trofeu internacional Bastianelli: Maxat Ayazbayev (2013)
- Volta al llac Qinghai: Ilya Davidenok (2014)

### A les grans voltes
- Giro d'Itàlia
  - 0 participacions

- Tour de França
  - 0 participacions

- Volta a Espanya
  - 0 participacions

## Composició de l'equip
| \| Llista de l'equip 2012 \| Llista de l'equip 2012 \| Llista de l'equip 2012 \| Llista de l'equip 2012 \| \| Ciclista \| Data de naixement \| Equip previ \| \| \| ---------------------- \| ---------------------- \| ---------------------- \| ---------------------- \| \| Tynys Akanov \| 3 de setembre de 1992 \| \| \| \| Maxat Aiazbaiev \| 27 de gener de 1992 \| \| \| \| Miras Bederbekov \| 15 de setembre de 1989 \| \| \| \| Aleksandr Xuixemoin \| 23 de febrer de 1987 \| Ulan (2008) \| \| \| Ilià Davidenok \| 19 de abril de 1992 \| \| \| \| Danil Fominikh \| 28 de agost de 1991 \| \| \| \| Vladislav Gorbunov \| 7 de desembre de 1991 \| \| \| \| Abdraimzhan Ishanov \| 10 de abril de 1990 \| \| \| \| Nazar Jumabekov \| 3 de gener de 1987 \| Ulan (2008) \| \| \| Arman Kamixev \| 14 de març de 1991 \| \| \| \| Konstantin Klimiankou \| 3 de agost de 1989 \| \| \| \| Nurbolat Kulimbetov \| 9 de maig de 1992 \| \| \| \| Aleksei Lutsenko \| 7 de setembre de 1992 \| \| \| \| Roman Semyonov \| 23 de gener de 1993 \| \| \| \| Ruslan Tleubàiev \| 3 de juliol de 1987 \| Ulan (2008) \| \| \| Nikita Umerbekov \| 14 de setembre de 1991 \| \| \| \| \| \| \| \| \| Font: UCI \| \| \| \|Nota: Tynys Akanov |                        |             |  |
| Llista de l'equip 2012 |                        |             |  |
| Ciclista | Data de naixement      | Equip previ |  |
| Tynys Akanov | 3 de setembre de 1992  |             |  |
| Maxat Aiazbaiev | 27 de gener de 1992    |             |  |
| Miras Bederbekov | 15 de setembre de 1989 |             |  |
| Aleksandr Xuixemoin | 23 de febrer de 1987   | Ulan (2008) |  |
| Ilià Davidenok | 19 de abril de 1992    |             |  |
| Danil Fominikh | 28 de agost de 1991    |             |  |
| Vladislav Gorbunov | 7 de desembre de 1991  |             |  |
| Abdraimzhan Ishanov | 10 de abril de 1990    |             |  |
| Nazar Jumabekov | 3 de gener de 1987     | Ulan (2008) |  |
| Arman Kamixev | 14 de març de 1991     |             |  |
| Konstantin Klimiankou | 3 de agost de 1989     |             |  |
| Nurbolat Kulimbetov | 9 de maig de 1992      |             |  |
| Aleksei Lutsenko | 7 de setembre de 1992  |             |  |
| Roman Semyonov | 23 de gener de 1993    |             |  |
| Ruslan Tleubàiev | 3 de juliol de 1987    | Ulan (2008) |  |
| Nikita Umerbekov | 14 de setembre de 1991 |             |  |
| |                        |             |  |
| Font: UCI |                        |             |  |

| \| Llista de l'equip 2013 \| Llista de l'equip 2013 \| Llista de l'equip 2013 \| Llista de l'equip 2013 \| \| Ciclista \| Data de naixement \| Equip previ \| \| \| ----------------------------------------------- \| ---------------------- \| ---------------------- \| ---------------------- \| \| Tynys Akanov \| 3 de setembre de 1992 \| \| \| \| Maxat Aiazbaiev \| 27 de gener de 1992 \| \| \| \| Marco Benfatto \| 6 de gener de 1988 \| Idea 2010 (2012) \| \| \| Jandos Bijiguitov \| 10 de juny de 1991 \| \| \| \| Ilià Davidenok \| 19 de abril de 1992 \| \| \| \| Danil Fominikh \| 28 de agost de 1991 \| \| \| \| Vladislav Gorbunov \| 7 de desembre de 1991 \| \| \| \| Abdraimzhan Ishanov \| 10 de abril de 1990 \| \| \| \| Nazar Jumabekov \| 3 de gener de 1987 \| Ulan (2008) \| \| \| Bakhtiar Kozhataiev \| 28 de març de 1992 \| \| \| \| Nurbolat Kulimbetov \| 9 de maig de 1992 \| \| \| \| Tilegen Maidos \| 10 de juny de 1993 \| \| \| \| Ievgueni Nepomniasxi \| 12 de març de 1987 \| Astana (2012) \| \| \| Serguei Renev \| 3 de febrer de 1985 \| Astana (2012) \| \| \| Roman Semyonov \| 23 de gener de 1993 \| \| \| \| Nikita Umerbekov \| 14 de setembre de 1991 \| \| \| \| Artur Fedosseiev (1 de ago–31 de des, aprenent) \| 29 de gener de 1994 \| \| \| \| Viktor Okishev (1 de ago–31 de des, aprenent) \| 4 de febrer de 1994 \| \| \| \| \| \| \| \| \| Font: UCI \| \| \| \|Nota: Tynys Akanov |                        |                  |  |
| Llista de l'equip 2013 |                        |                  |  |
| Ciclista | Data de naixement      | Equip previ      |  |
| Tynys Akanov | 3 de setembre de 1992  |                  |  |
| Maxat Aiazbaiev | 27 de gener de 1992    |                  |  |
| Marco Benfatto | 6 de gener de 1988     | Idea 2010 (2012) |  |
| Jandos Bijiguitov | 10 de juny de 1991     |                  |  |
| Ilià Davidenok | 19 de abril de 1992    |                  |  |
| Danil Fominikh | 28 de agost de 1991    |                  |  |
| Vladislav Gorbunov | 7 de desembre de 1991  |                  |  |
| Abdraimzhan Ishanov | 10 de abril de 1990    |                  |  |
| Nazar Jumabekov | 3 de gener de 1987     | Ulan (2008)      |  |
| Bakhtiar Kozhataiev | 28 de març de 1992     |                  |  |
| Nurbolat Kulimbetov | 9 de maig de 1992      |                  |  |
| Tilegen Maidos | 10 de juny de 1993     |                  |  |
| Ievgueni Nepomniasxi | 12 de març de 1987     | Astana (2012)    |  |
| Serguei Renev | 3 de febrer de 1985    | Astana (2012)    |  |
| Roman Semyonov | 23 de gener de 1993    |                  |  |
| Nikita Umerbekov | 14 de setembre de 1991 |                  |  |
| Artur Fedosseiev (1 de ago–31 de des, aprenent) | 29 de gener de 1994    |                  |  |
| Viktor Okishev (1 de ago–31 de des, aprenent) | 4 de febrer de 1994    |                  |  |
| |                        |                  |  |
| Font: UCI |                        |                  |  |

| \| Llista de l'equip 2014 \| Llista de l'equip 2014 \| Llista de l'equip 2014 \| Llista de l'equip 2014 \| \| Ciclista \| Data de naixement \| Equip previ \| \| \| --------------------------------------------- \| ---------------------- \| --------------------------------- \| ---------------------- \| \| Galim Akhmetov \| 20 de març de 1995 \| \| \| \| Maxat Aiazbaiev \| 27 de gener de 1992 \| \| \| \| Marco Benfatto \| 6 de gener de 1988 \| Idea 2010 (2012) \| \| \| Jandos Bijiguitov \| 10 de juny de 1991 \| \| \| \| Ilià Davidenok (1 de gen–16 de oct, Nota) \| 19 de abril de 1992 \| \| \| \| Artur Fedosseiev \| 29 de gener de 1994 \| \| \| \| Vadim Galéiev \| 7 de febrer de 1992 \| \| \| \| Pavel Gatskiy \| 1 de gener de 1991 \| \| \| \| Abdraimzhan Ishanov \| 10 de abril de 1990 \| \| \| \| Bakhtiar Kozhataiev \| 28 de març de 1992 \| \| \| \| Nurbolat Kulimbetov \| 9 de maig de 1992 \| \| \| \| Tilegen Maidos \| 10 de juny de 1993 \| \| \| \| Nikita Panassenko (1 de jul–31 de des) \| 18 de març de 1992 \| \| \| \| Yerlan Pernebekov (1 de gen–17 de març, Nota) \| 16 de juny de 1995 \| \| \| \| Viktor Okishev \| 4 de febrer de 1994 \| \| \| \| Dmitriy Rive (19 de feb–31 de des) \| 19 de abril de 1995 \| \| \| \| Michele Scartezzini \| 10 de gener de 1992 \| Trevigiani Dynamon Bottoli (2013) \| \| \| Roman Semyonov \| 23 de gener de 1993 \| \| \| \| Sergey Shemyakin \| 31 de agost de 1995 \| \| \| \| \| \| \| \| \| Font: ProCyclingStats \| \| \| \|Nota: Ilià Davidenok, suspès per l'UCI per dopatge Nota: Yerlan Pernebekov, mort |                     |                                   |  |
| Llista de l'equip 2014 |                     |                                   |  |
| Ciclista | Data de naixement   | Equip previ                       |  |
| Galim Akhmetov | 20 de març de 1995  |                                   |  |
| Maxat Aiazbaiev | 27 de gener de 1992 |                                   |  |
| Marco Benfatto | 6 de gener de 1988  | Idea 2010 (2012)                  |  |
| Jandos Bijiguitov | 10 de juny de 1991  |                                   |  |
| Ilià Davidenok (1 de gen–16 de oct, Nota) | 19 de abril de 1992 |                                   |  |
| Artur Fedosseiev | 29 de gener de 1994 |                                   |  |
| Vadim Galéiev | 7 de febrer de 1992 |                                   |  |
| Pavel Gatskiy | 1 de gener de 1991  |                                   |  |
| Abdraimzhan Ishanov | 10 de abril de 1990 |                                   |  |
| Bakhtiar Kozhataiev | 28 de març de 1992  |                                   |  |
| Nurbolat Kulimbetov | 9 de maig de 1992   |                                   |  |
| Tilegen Maidos | 10 de juny de 1993  |                                   |  |
| Nikita Panassenko (1 de jul–31 de des) | 18 de març de 1992  |                                   |  |
| Yerlan Pernebekov (1 de gen–17 de març, Nota) | 16 de juny de 1995  |                                   |  |
| Viktor Okishev | 4 de febrer de 1994 |                                   |  |
| Dmitriy Rive (19 de feb–31 de des) | 19 de abril de 1995 |                                   |  |
| Michele Scartezzini | 10 de gener de 1992 | Trevigiani Dynamon Bottoli (2013) |  |
| Roman Semyonov | 23 de gener de 1993 |                                   |  |
| Sergey Shemyakin | 31 de agost de 1995 |                                   |  |
| |                     |                                   |  |
| Font: ProCyclingStats |                     |                                   |  |

## Classificacions UCI
L'equip participa en les proves dels circuits continentals.
UCI Àfrica Tour
| Temporada | Classificació per equips | Millor ciclista en la classificació individual |
| --------- | ------------------------ | ---------------------------------------------- |
| 2012      | 7è                       | Nikita Umerbekov (33è)                         |

UCI Amèrica Tour
| Temporada | Classificació per equips | Millor ciclista en la classificació individual |
| --------- | ------------------------ | ---------------------------------------------- |
| 2012      | 16è                      | Arman Kamyshev (36è)                           |
| 2013      | 31è                      | Bakhtiyar Kozhatayev (198è)                    |
| 2014      | 21è                      | Maxat Ayazbayev (60è)                          |

UCI Àsia Tour
| Temporada | Classificació per equips | Millor ciclista en la classificació individual |
| --------- | ------------------------ | ---------------------------------------------- |
| 2012      | 17è                      | Ruslan Tleubayev (26è)                         |
| 2013      | 5è                       | Yevgeniy Nepomnyachshiy (21è)                  |
| 2014      | 11è                      | Vadim Galeyev (19è)                            |

UCI Europa Tour
| Temporada | Classificació per equips | Millor ciclista en la classificació individual |
| --------- | ------------------------ | ---------------------------------------------- |
| 2012      | 27è                      | Alexey Lutsenko (40è)                          |
| 2013      | 47è                      | Marco Benfatto (87è)                           |
| 2014      | 68è                      | Bakhtiyar Kozhatayev (342è)                    |